# Ammophila iliensis
Ammophila iliensis là một loài côn trùng cánh màng trong họ Sphecidae, thuộc chi Ammophila. Loài này được Kazenas miêu tả khoa học đầu tiên năm 2001.